# Moreton Frewen
Moreton Frewen (8 mai 1853 - 2 septembre 1924), est un économiste et homme politique britannique.

## Biographie
Moreton Frewen est le cinquième fils du parlementaire Thomas Frewen (1811-1870), député pour la circonscription de South Leicestershire, et d'Helen Louisa Homan.
Il commence ses études au Collège d'Eton puis sort diplômé du Trinity College de l'Université de Cambridge.
Dans les années 1870-1880, il émigre au Wyoming, un État du centre des États-Unis, où il achète un ranch et du bétail. Il y rencontre Clarita Jerome (surnommée « Clara »), fille de l'homme d'affaires et millionnaire américain Leonard Jerome, et l'épouse.
Il est membre de la Chambre des communes de 1910 à 1911.
Gendre de Leonard Jerome, il est le père de Clare Sheridan et l'oncle par alliance du Premier ministre Winston Churchill.

## Publications
- The economic crisis (1888)
- Melton Mowbray, and other memories (1924)

## Sources
- (en) Cet article est partiellement ou en totalité issu de l’article de Wikipédia en anglais intitulé « Moreton Frewen » (voir la liste des auteurs).